# Cylindrepomus mantiformis
Cylindrepomus mantiformis är en skalbaggsart som beskrevs av Hüdepohl 1989. Cylindrepomus mantiformis ingår i släktet Cylindrepomus och familjen långhorningar. Inga underarter finns listade i Catalogue of Life.